# Северная Демерджи
Се́верная Демерджи́ (укр. Північна Демерджі, крымскотат. Şimaliy Demirici, Шималий Демирджи) — одна из вершин главной гряды Крымских гор на массиве Демерджи-Яйла вблизи г. Алушта.
Название Демерджи означает «кузнец» в переводе с крымскотатарского языка.
Безлесная вершина, состоит из двух куполообразных поднятий высотой 1359 и 1356 м. Северо-западная часть выше. Репер установлен на вершине 1356 м. Северная Демерджи расположена на западном краю Демерджи-яйлы, её высшая точка; по 4 км на северо-восток от поселка Лаванда (Алушта).
Чуть восточнее вершины Северной Демерджи — безымянная вершина высотой 1289 м.
Западный отрог массива имеет название Самар-Кая, 1270 м. Отдельно стоящая на западе Пахкал-Кая отделена перевалом МАН. Южный отрог имеет название Сарпа-Кая или Козырёк.